# Yang Luchan
Yang Fugui 杨福魁, conosciuto anche con il nome (Zi) Luchan (tradizionale: 楊露禪, semplificato: 扬露禅) (1799 – 1872), è stato un artista marziale cinese, fondatore del taijiquan stile Yang.
Nasce da famiglia contadina nella Provincia di Hebei, distretto di Yongnian (che all'epoca si chiamava Guanping 廣平).

## Yang Luchan ed il Taijiquan
Secondo Yu Gongbao egli nacque durante il regno di Daoguang (1821-1850) e da bambino praticò Erlangquan. In seguito studiò Taijiquan con Chen Changxing (陳長興T, 陈长兴S,  Chén ChángxìngP, Chen Chang Ch'ingW), nel villaggio della Famiglia Chen (Chenjiagou). Chén Wēimíng racconta che Yang Luchan si allenava negli stili esterni, ma sentì parlare di un esperto di Pugilato del Sommo Polo, che si chiamava Chen Changxing e che abitava in Henan. Yang vendette tutto ciò che possedeva per raggiungerlo presso il Villaggio Chen e studiare con lui. Dopo alcuni anni Chen lo accettò come discepolo. Per Zhāng Yìshàng Yang Luchan, prima di recarsi a Chenjiagou, avrebbe studiato Meihuaquan.

### Alcune Storielle
Yu Gongbao spiega che la storia più popolare su come Yang Luchan abbia incontrato il Taijiquan è che egli facesse l'apprendista nella farmacia Sala della Grande Armonia (太和堂T, 太和堂S,  tàihétángP, T'ai Ho T'angW) il cui direttore era Chén Déhú 陳德瑚, originario di Chenjiagou (陈家沟). Un giorno dei delinquenti si recarono presso la farmacia a fare rissa, costringendo Chen Dehu ad usare le proprie abilità marziali. Avendo visto ciò, Yang Luchan chiese ripetutamente a Chen Dehu di diventare suo allievo. Ravvisando nell'insistenza di Yang un sentimento sincero, Chen Dehu raccomandò Yang Luchan a Chen Changxing, perciò Yang si recò a Chenjiagou e studiò 18 anni con Chen Changxing. Sempre Yu Gongbao riferisce un'altra storia secondo cui Yang Luchan si recò di propria iniziativa al Villaggio della Famiglia Chen, ma Chen Changxing si rifiutò di insegnargli. Per questo motivo Yang si fece assumere da una famiglia del villaggio e spiava le lezioni di Chen Changxing, ripetendo autonomamente ciò che vedeva. Un giorno Chen Changxing lo vide praticare e vedendo il suo impegno si decise a prenderlo come discepolo. Questo aneddoto è conosciuto nei circoli marziali come il furto di abilità di pugilato.

### Yang Luchan a Pechino
Chén Wēimíng  riferisce che quando Yang Luchan finì il proprio percorso di apprendimento a Chenjiagou, Chen Changxing gli chiese se voleva fermarsi lì ad insegnare, ma Yang decise di recarsi a Pechino.
Secondo Yu Gongbao Yang Luchan da Chenjiagou tornò al proprio villaggio natale dove vinceva ogni combattimento a cui prendeva parte. Siccome utilizzava un metodo che appariva morbido il suo stile fu chiamato Mianquan (pugilato morbido). in seguito fu chiamato a Pechino ad insegnare a molti Principi, Nobili, Cortigiani. Anche in città fu sfidato frequentemente e risultò sempre vincitore, guadagnandosi il soprannome di Invincibile Yang. Tra gli allievi di Pechino ci fu Wu Yuxiang un funzionario imperiale. Nel 1850 Yang Luchan fu incaricato dalla famiglia imperiale di insegnare il Taijiquan ai propri membri e all'élite della guardia imperiale, tra i quali troviamo Wu Quanyou.

## Lignaggio
Yang Luchan ebbe tre figli: Yang Qi, detto Yang Fenghou, morto giovane, Yang Yu, detto Yang Banhou (1837 – 1892), e Yang Jian, detto Yang Jianhou.